# Maria Monk
Pour les articles homonymes, voir Monk (homonymie).
Maria Monk (1817-1849) est une femme canadienne devenue célèbre pour son récit autobiographique qui allègue que, devenue religieuse, elle fut abusée dans un couvent. Son récit pseudépigraphique The Awful Disclosures of Maria Monk a fait sensation, nourrissant l'imagination populaire aux États-Unis et suscitant des polémiques publiques.

## Biographie
Maria Monk est née le 27 juin 1817 à Dorchester (aujourd'hui connu sous le nom de Saint-Jean-sur-Richelieu). D'origine écossaise, son père, William Monk était un casernier et il est décédé en 1824. Sa mère, Isabella Mills, également écossaise, est devenue veuve à la suite du décès de son mari. Elle a déménagé à Montréal avec sa fille, Maria, afin de travailler en tant que ménagère au château de Ramezay, la résidence officielle du gouvernement. Cette dernière a admis que sa fille lui donnait beaucoup de fil à retordre. Maria Monk a grandi dans un milieu de pauvreté et de négligence.
Maria Monk fréquenta l'école des sœurs de la Congrégation en 1826. Elle commence à entretenir des activités de prostitution, alors sa mère décide de la placer en novembre 1834 à l'Asile de la Madeleine sur la rue Sainte-Genevièvre. Cet établissement était mené par Henriette Huguet-Latour McDonell, un lieu où allaient des jeunes filles repenties. Enceinte, elle fut expulsée l'année suivante en 1835, à 19 ans, dû à ses comportements turbulents et désorganisés. À la suite de son expulsion, elle s'enfuit aux États-Unis dans l'État de New York. Après s'être fait arrêter comme voleuse à la tire, Maria Monk décède en 1849 à l'âge de 33 ans, dans la prison de l'Île de Blackwell, à moitié démente.

## Allégations religieuses
Le récit autobiographique de Monk, intitulé The Awful Disclosures of Maria Monk, est publié en janvier 1836. L'auteur y raconte que les sœurs de l'Hôtel-Dieu de Montréal avaient construit un tunnel pour entretenir les abus et qu'elles tuaient les enfants nés d'unions illégitimes. Toutefois, ces révélations n'ont guère convaincu les historiens qui ont étudié l'affaire.
Une fois rendue à New York, en 1836, Maria Monk se trouve au beau milieu d'un scandale à la suite de la rédaction et la publication d'un volume sur son séjour au couvent de l'Hôtel-Dieu de Montréal et y fait de graves allégations religieuses criminelles. Son livre intitulé "the Awful Disclosures of Maria Monk: as Exhibited in a Narrative of her Sufferings During a Residence of Five Years as a Novice, and Two Years as a Black Nun, in the Hotel Dieu Nunnery at Montreal". Dans son livre, elle dénonce les crimes dont elle a été témoin, et auxquels elle aurait été forcée de participer. Les atrocités en question auraient été faites par des prêtres et des supérieures religieuses; ce sont des agressions sexuelles, des religieuses engrossées, des châtiments corporels sadiques, des meurtres et des suicides. Maria raconte qu'on l'aurait forcée à participer au meurtre d'une pensionnaire qui refusait de se soumettre aux caprices sexuels des prêtres, ordres de la supérieure de l'Hôtel-Dieu ainsi que de l'évêque auxiliaire de Montréal, Jean-Jacques Lartigue. Les enfants issus de ces viols illégitimes étaient baptisés, ce qui faisait en sorte que le péché d'une naissance hors-mariage était "lavé", puis étranglés à mort pour ensuite les brûler dans la chaux, dans la cave du couvent. Les couventines étaient engrossées par des prêtres du séminaire voisin. Ces religieux empruntaient un tunnel souterrain secret qui reliait le séminaire à l'Hôtel-Dieu de Montréal.
À l'époque, le succès de ses écrits déclenche un violent débat entre les lecteurs et ses adversaires, alors qu'entre 200 000 à 250 000 exemplaires circulent à travers le Canada, les États-Unis ainsi que l'Angleterre. Les propos qu'elle venait de rendre publiques suscitaient de forts doutes. À l'automne 1836, une montréalaise qui prétendait connaître Maria Monk depuis le couvent a inscrit un témoignage qui figurait dans une brochure "The Escape of Sainte Frances Patrick, another Nun from the Hotel Dieu Nunnery of Montreal, to Which is Appended a Decisive Confirmation of the Awful Disclosures of Maria Monk". Afin de mettre la lumière sur la vérité, William Leete Stone, écrivain et éditeur originaire de New York, se rendit à Montréal pour enquêter sur la situation, et il en vient à la conclusion que Maria n'a jamais séjourné dans ce couvent. Les recherches réalisées par Stone illustrent plusieurs inexactitudes de son volume, entre autres, qu'il y avait effectivement un tunnel souterrain, mais il ne menait pas au séminaire, tel qu'elle le disait, mais plutôt à un fleuve où les Hospitalières allaient laver leur linge, et ce tunnel n'était pas secret. L'évêque de Montréal, Mgr Jean-Jacques Lartigue, dut ensuite rassurer ses confrères protestants, craignant une détérioration des relations œcuméniques. Dans la rédaction de son livre, elle évoquait également l'Île-des-Sœurs, un lieu où allaient se rejoindre des religieuses venues du Canada et des États-Unis pour donner naissance aux enfants illégitimes issus de ces viols.
Maria Monk aurait été influencée par des ecclésiastiques protestants, soit W. C. Brownlee, George Bourne ainsi que John J. Slocum, lors de la rédaction de son livre, ce qui confirmait à l'époque les faux et exagérés propos de l'ancienne religieuse. À la suite de la publication de son volume, elle a disparu de New York en 1837, pour qu'on la retrouve à Philadelphie. Elle avoua par la suite qu'elle s'était fait kidnapper par des prêtres voulant mettre fin à ce scandale. Les autorités disaient d'elle : "elle reste l'héroïne de l'ouvrage qui a exercé la plus large influence dans l'histoire américaine de la propagande anticatholique".
Le livre de Monk a suscité l'indignation dans la communauté protestante anglo-américaine, déjà été ébranlée par les allégations de Rebecca Reed, auteure de Six Months in a Convent, qui avait conduit aux émeutes des Ursulines de Boston, et par un drame tiré du roman Le Moine (The Monk) de Matthew Gregory Lewis. Il se vendit 26 000 exemplaires du livre de Monk, ce qui était remarquable pour l'époque.
Malgré le climat de détente qui s'est instauré à la suite de cette affaire, quelques auteurs fondamentalistes protestants ont continué à propager cette rumeur, dont Loraine Boettner et Jack Chick, qui continuèrent à clamer la vérité des allégations.